# Порён
Порён (кор. 보령시?, 保寧市́?, Boryeong-si), в связи с особенностями Новой романизации часто неправильно транслитируется на кириллицу как Борёнг, — город в провинции Чхунчхон-Намдо, Южная Корея. Расположен на берегу Жёлтого моря, является одним из главных курортов на западном побережье страны. Здесь проходит Порёнский фестиваль грязи.

## История
В эпоху Самхан местность, на которой сейчас стоит Порён, входила в состав протогосударства Махан. Позже, в эпоху Трёх царств эта территория вошла в состав Пэкче. После того, как эти земли завоевало государство Силла, здесь возник район Сангон (Сангонхён), а позже, в эпоху Объединённого Силла — район Синып (Синыпхён). Во время правления династии Корё в составе Вунджу (современный Конджу) возник район Порён (Порёнхён), который впоследствии, в 1018 году, был передан под управление города Унджу.
В 1895 году, после административной реформы, Порён получил статус уезда (кун или гун). В 1986 из состава Порёна выделился город (си) Тэчхон, однако уже в 1995 Порён и Тэчхон были объединены в единую административную единицу — город Порён.

## География
Порён расположен в западной части провинции Чхунчхон-Намдо. На севере граничит с Хонсоном, на юге — с Сочхоном, на западе — с Пуё и Чхонъяном. На западе омывается Жёлтым морем. Ландшафт преимущественно равнинный, к востоку имеется несколько гор, много песчаных пляжей. В территорию города входят и несколько мелких островов Жёлтого моря.

## Туризм и достопримечательности
Порён является одним из центров туризма в стране. Ниже перечислены достопримечательности города:
Исторические:
- Буддийский храм Сонджуса, содержит элементы, входящие в список Национальных сокровищ страны
- Крепость Суёнсон в порту Очхон. Порт Очхон являлся одним из крупнейших транспортных узлов государства Объединённое Силла. Через этот порт осуществлялась торговля с танским Китаем. Для защиты от пиратов здесь была построена крепость, представляющая в данный момент памятник средневекового корейского зодчества.
- Ворота Нампхо Кванамун — хорошо сохранившееся строение, служившее входом в крепость Ыпсон (эпоха династии Чосон). Сама крепость сохранилась фрагментами.
- Порёнская крепость — земляные укрепления эпохи династии Корё, позже, в эпоху Чосон, были возведены каменные строения.

Природные:
- Остров Вонсандо — крупный курорт с длинной береговой линией и развитой туристической инфраструктурой.
- Пляжи Жёлтого моря, самый известный из которых пляж Тэчхон.
- Океанический национальный парк — сюда входят острова Кодэдо и Чангодо.
- Гора Сонджусан — популярное место отдыха горожан и туристов. Вход на маршруты горного туризма платный. Другие известные горы, находящиеся в черте города — Окмасан, Акмисан и Ососан.

Фестивали:
- Порёнский фестиваль грязи — проходит ежегодно в июле. Привлекает множество иностранных туристов[3].
- Культурный фестиваль Мансе — проходит раз в два года в октябре. Посвящён празднованию сбора урожая.

## Символы
Как и остальные города Южной Кореи, Порён имеет ряд символов:
- Цветок: камелия — олицетворяет береговую линию и красоту пляжей города.
- Дерево: сосна — символизирует дух прогресса.
- Птица: чайка — олицетворяет высокие идеалы жителей Порёна.
- Маскот: весёлая чайка[5].

## Города-побратимы
Порён имеет ряд городов-побратимов:
- Район Цинпу, Шанхай, Китай — с 1999 года.
- Фудзисава, Япония — с 2002 года.
- Шорлайн[англ.]*, штат Вашингтон, США — с 2003 года.